# Roger Lenaers
Roger Lenaers (Ostenda, 4 gennaio 1925 – Heverlee, 5 agosto 2021) è stato un gesuita e teologo belga, entrato nell’Ordine dei Gesuiti nel 1942.
Ha studiato filosofia, teologia e filologia classica. Dal 1995 è sacerdote a Vordernhornbach e a Hinterhornbach (Lechtal, Tirolo).
Come laureato in filologia classica nonché professore di greco e latino nelle scuole superiori si è specializzato nella didattica delle lingue classiche (ci sono a suo nome circa 30 pubblicazioni, libri di testo, sempre provvisti anche della guida per l'insegnante). Come teologo è stato insegnante di religione nelle scuole superiori e si è dedicato anche alla formazione di future insegnanti di religione.
Il suo particolare interesse mira alle domande fatte alla fede ispirate dalla modernità e dalla secolarizzazione. Il concetto di modernità va capito come quella concezione di vita che trova le sue origini proprio nell'Illuminismo, a sua volta frutta delle scienze moderne e dell'umanesimo rinascimentale. Nel 2000 e nel 2002 ha pubblicato due saggi sullo scontro fra la modernità e l'immagine tradizionale della fede, saggi nei quali mediante una riformulazione riesce a conciliare le due parti, ovvero la modernità e il messaggio della fede. Nella Fiandra i due saggi sono stati accolti con molto calore. Nel 2005 i due saggi, rielaborati in un solo volume, vengono pubblicati in tedesco e inglese. Seguono poi le traduzioni in spagnolo (America latina) e quella in portoghese (in Brasile), e in italiano. Nel 2008 viene pubblicata, corretta sul punto di vista linguistico, la seconda edizione in tedesco e nell'aprile del 2009 segue il secondo libro in nederlandese dal titolo provocatorio Als is er geen God-in-den-hoge (E se Dio non fosse in Paradiso).

## Pubblicazioni
- De Droom van Nebukadnezar. Of het einde van een middeleeuwse kerk. 160 blz., Berg en Dal/Leuven, 2000 (edizione italiana:Il sogno di Nabucodonosor. Fine della Chiesa cattolica medievale, Massari, 2009)
- Uittocht uit oudchristelijke mythen. Berg en Dal/Leuven, 2002
- Der Traum des Königs Nebukadnezar. Das Ende einer mittelalterlichen Kirche. copy-us Verlags GmbH, Kleve 2005
- Der Traum des Königs Nebukadnezar. Das Ende einer mittelalterlichen Kirche. Vortrag, 12 Seiten en Tedesco Archiviato il 6 luglio 2011 in Internet Archive.. Wien 2008
- Das Papsttum als Stein des Anstoßes – was können wir tun? Vortrag, 18 Seiten en Tedesco Archiviato il 6 luglio 2011 in Internet Archive. Linz 2009